# Palazzo Doria-Spinola
Le palais Doria-Spinola  ou Antonio Doria (palazzio Doria-Spinola en italien) est un édifice historique situé à Gênes, en Italie.

## Présentation
Situé sur la place Giuseppe Mazzini et largo Eros Lanfranco, Le palais est aujourd'hui le siège de la ville métropolitaine de Gênes, après avoir été celui de la province du même nom.
Depuis le 13 juillet 2006, le palais Doria-Spinola fait partie des 42 palais des Rolli inscrits dans la liste du patrimoine mondial de l'humanité de l'UNESCO.

## Historique
Il est érigé vers 1541, proche de la porta Acquasola (it), pour le compte de l'amiral Antonio Doria, neveu du célèbre Andrea Doria. Sa construction est attribuée, sans certitude, à l'architecte Bernardino Cantone (it) avec une possible collaboration de Giovan Battista Castello dit le Bergamasco.
Lors de son aménagement, le palais est entièrement décoré de fresques qui recouvrent toute la superficie murale ; la façade est décorée par Lazzaro et Pantaleo Calvi, et en 1584, la décoration de l'atrium est confiée au fils de ce dernier, Marcantonio. Antonio Calvi, frère de Marcantonio décora les voûtes et les parois des loggia de la cour. À la fin du XVIe siècle est rajouté le portail extérieur en marbre avec deux colonnes et sculptures d'écuyers couronnant l'attique, œuvre de Taddeo Carlone.
En 1624, succédant aux Doria, le palais devient la propriété des Spinola qui le transforment radicalement, sur plusieurs périodes, avec l'ouverture de balcons au piano nobile, et l'ouverture de portes d'accès direct aux salons. Au XVIIe siècle, Bartolomeo Bianco (it) construit, à l'est, une galerie (puis peinte a fresco par Andrea Ansaldo), ainsi qu'une balustrade de marbre sur la façade principale. Entre 1791 et 1797, l'édifice est surélevé d'un étage. Au XVIIIe siècle, les fresques du XVIe siècle sont entièrement recouvertes d'un enduit.
En 1817, Giuseppe Schiaffino, nommé consul de France à Gênes par Louis XVIII, y réside avec sa famille.
En 1870, la commune de Gênes l'acquiert, puis le 21 mai 1879, il est cédé à l'administration provinciale pour une somme de 870 000 lires. À cette époque, le palais a perdu beaucoup de sa superbe d'antan. Le temps a fait son travail mais surtout le plan d'urbanisme qui nécessita, en 1877, l'ouverture du tracé de la via Roma en modifia complètement la physionomie. Comme pour d'autres édifices génois, l'aspect extérieur original du palais Spinola et son plan sont reproduits par Rubens, lors de son séjour à Gênes, en 1607, et publiés dans un ouvrage nommé Palazzi di Genova, paru à Anvers en 1622.
En 1930, les fresques des Calvi, aujourd'hui en mauvais état, sont remises au jour et restaurées par le peintre Demetrio Ghiringhelli. Ensuite, s'ensuit un cycle de chantiers de restauration jusque dans les années 2000 (en 1931, le pavage de la cour ; en 1932, le plafond du salon et les cartes topographiques de la loggia supérieur ; entre 1935-1938 les façades ; en 1951 les fresques des salons abîmées par des infiltrations d'humidité à la suite de l'incendie du toit ; en 1979, de nouveau les cartes topographiques avec les vues de Naples, Anvers, Jérusalem, Gênes ; et en 2001, les fresques de la façade).
Siège de la province de Gênes, il devient celui de la ville métropolitaine qui lui succède le 1er janvier 2015.

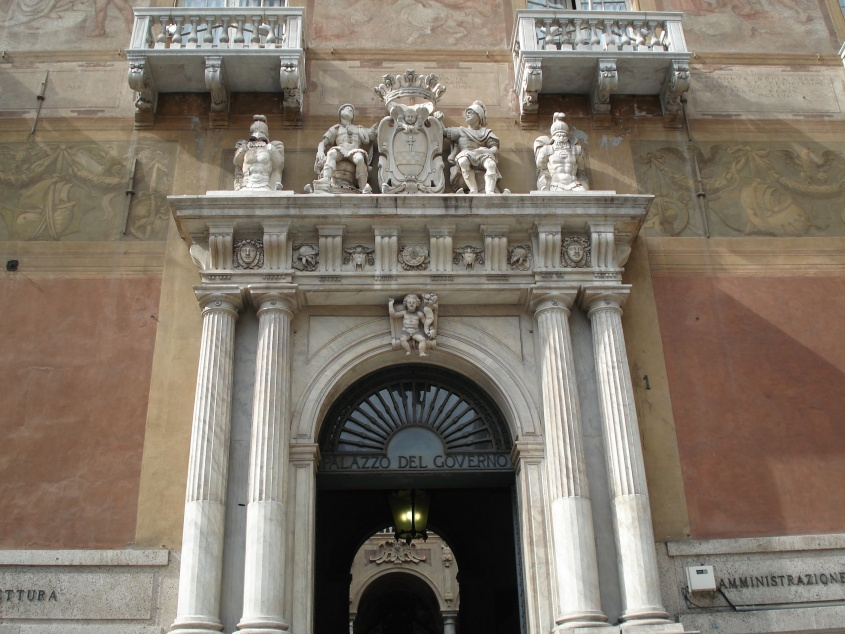
Détails du portail et des décorations de la façade.
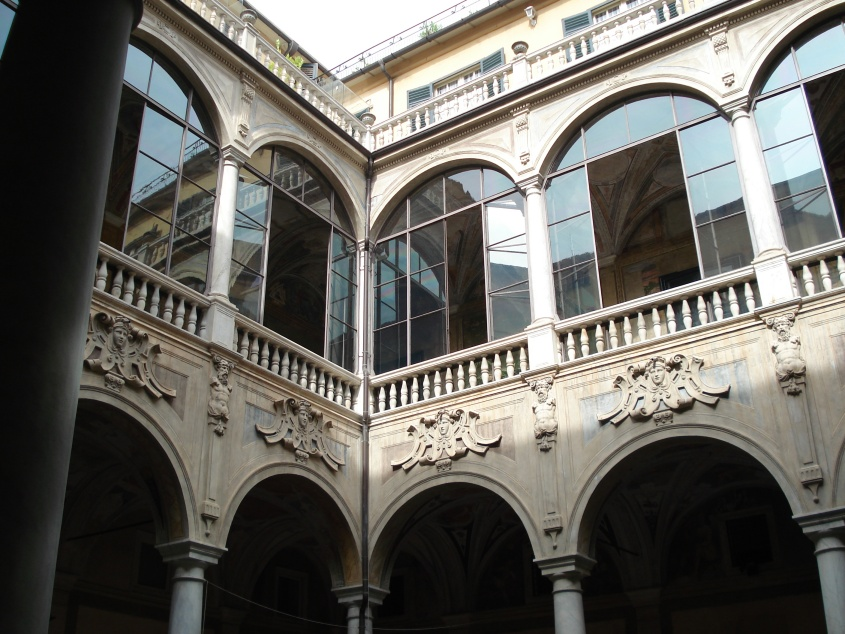
La double rangée de loggia de la cour intérieur.
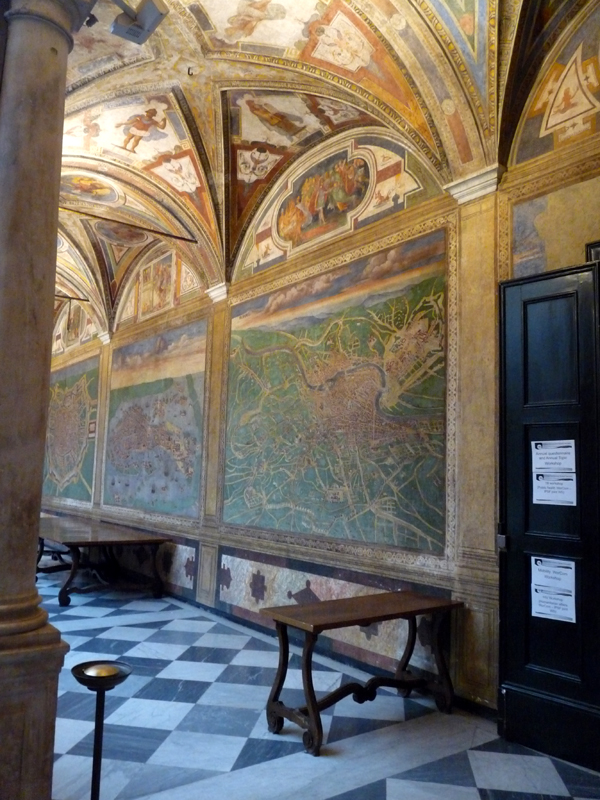
Décoration de la loggia.
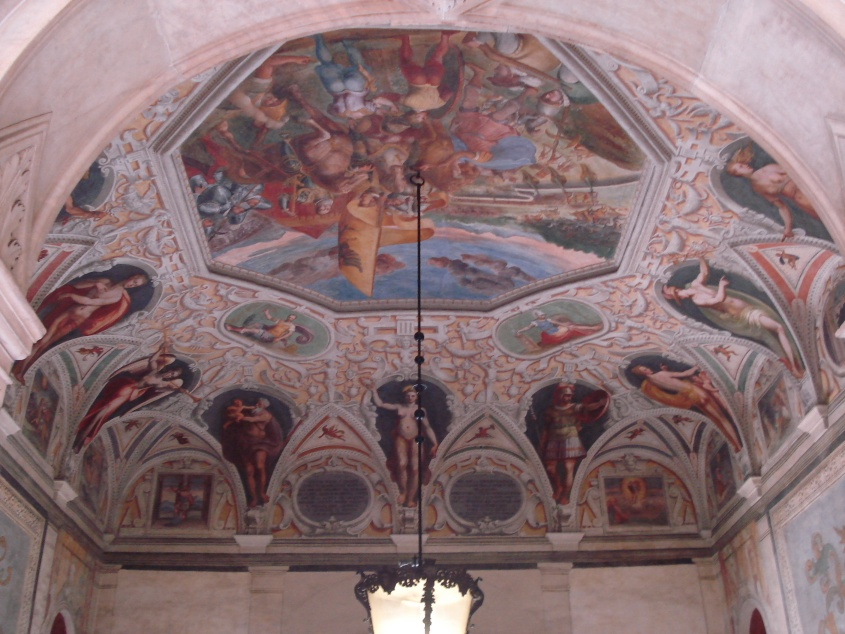
Les fresques du plafond de l'atrium.

## Sources
- (it) Cet article est partiellement ou en totalité issu de l’article de Wikipédia en italien intitulé « Palazzo Doria-Spinola » (voir la liste des auteurs).
- (it) Storia della Provincia di Genova
- Dessin de la façade d'origine, publié dans Palazzi di Genova en 1622